# Justizamt Treis

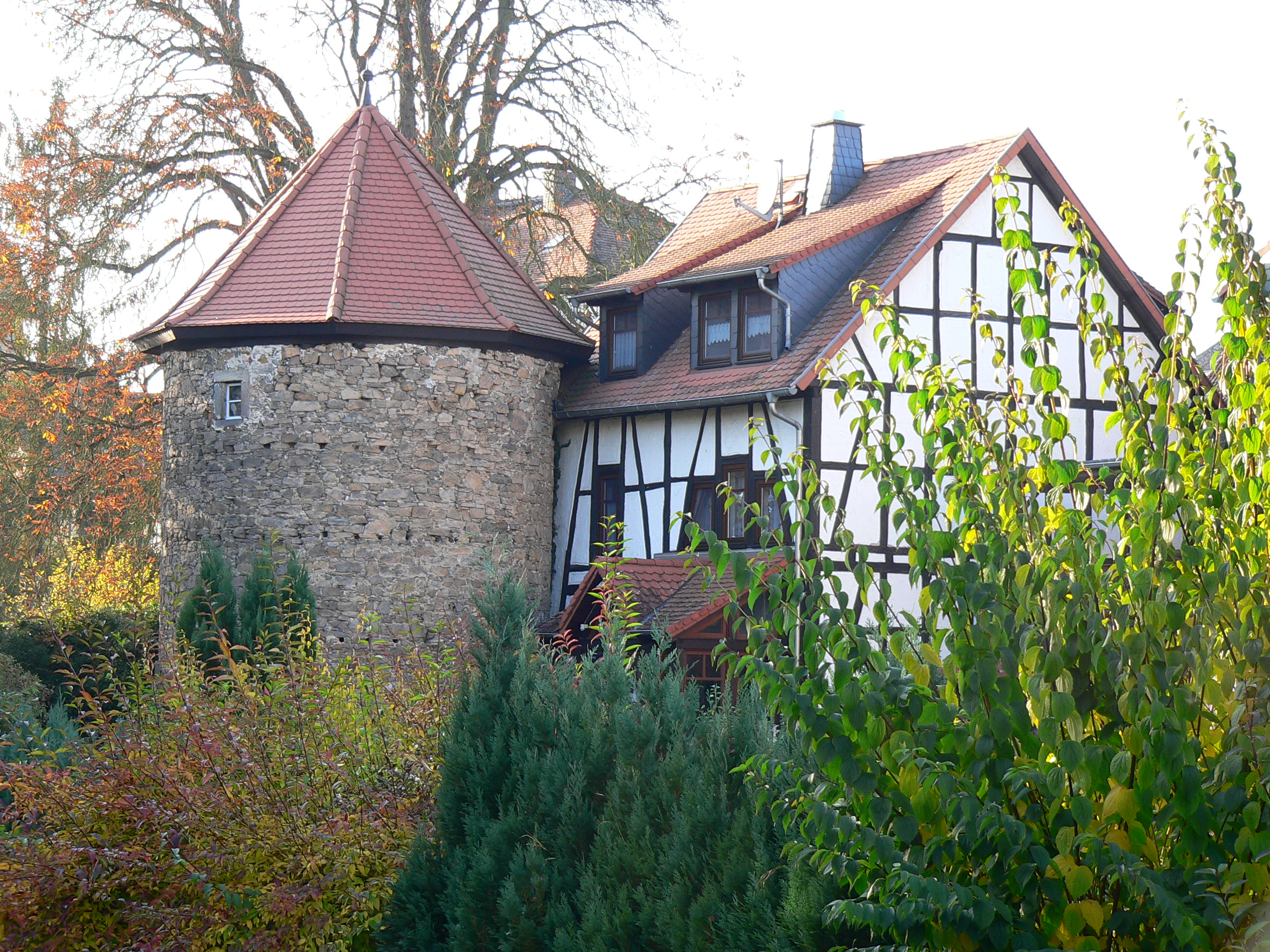
"Burg Treis", Sitz des Gerichtes

Das Justizamt Treis war ein Gericht der ordentlichen Gerichtsbarkeit mit Sitz in Treis an der Lumda im mittelhessischen Landkreis Gießen.

## Geschichte
Bereits 1237 ist ein Gericht Treis urkundlich erwähnt. Am einstweiligen Ende der Landgrafschaft Hessen-Kassel 1807 war Treis Sitz des Amtes Treis, das sowohl für die Verwaltung als auch für die Rechtsprechung zuständig war.
Die Neuregelung des Justizwesens im Königreich Westphalen im Jahre 1807 führte zu der Trennung von Rechtsprechung und Verwaltung. Der Kanton Ebsdorf war nun für die Verwaltung, das Friedensgericht Ebsdorf für die Rechtsprechung zuständig. Das Friedensgericht unterstand dem Distriktgericht Marburg, dass für den Distrikt Marburg zuständig war. Ein Gericht in Treis bestand nicht mehr.
Mit dem Ende des Königreichs Westphalen 1813 wurde die Trennung von Rechtsprechung und Verwaltung rückgängig gemacht und das Kurfürstentum Hessen führte 1814 das Amt Treis wieder ein.
Mit Edikt vom 29. Juni 1821 wurde im Kurfürstentum Hessen eine Verwaltungsreform durchgeführt und die Verwaltung von der Rechtsprechung getrennt. Dabei wurde das Amt Fronhausen mit Treis bezüglich der Verwaltung mit dem Amt Wetter dem Kreis Marburg zugeteilt. Als Gericht erster Instanz entstand das Justizamt Fronhausen. In Treis entstand zunächst ein Assistenzamt, das 1831 als eigenständiges Justizamt Treis ausgegliedert wurde. 1833 erfolgte eine Vergrößerung des Gerichtsbezirkes. 1821 bestand dieser aus den Orten Treis, Nordeck, Wermertshausen und Winnen und umfasste etwa 2.000 Menschen. Mit dem Gesetz über die Neugliederung von Untergerichtsbezirken vom 13. Juli 1833 erhielt Treis noch Ebsdorf, Erbenhausen, Hachborn, Hassenhausen, Ober-, Mittel- und Unterhausen, Heskem, Ilschhausen, Leidenhofen und Roßberg und war nun für 6.303 Personen zuständig.
Nach dem Deutschen Krieg von 1866 erfolgte die Annexion Kurhessens durch Preußen 1866. Treis kam hingegen durch einen Gebietstausch an das Großherzogtum Hessen. Das Justizamt Treis wurde 1866 aufgehoben, sein Bezirk verteilt. Für Treis selbst war nun das Landgericht Gießen zuständig. Die nun preußischen Teile des Bezirks wurden den Justizämtern (ab 1867: Amtsgerichten) Fronhausen und Marburg zugewiesen.

## Gebäude

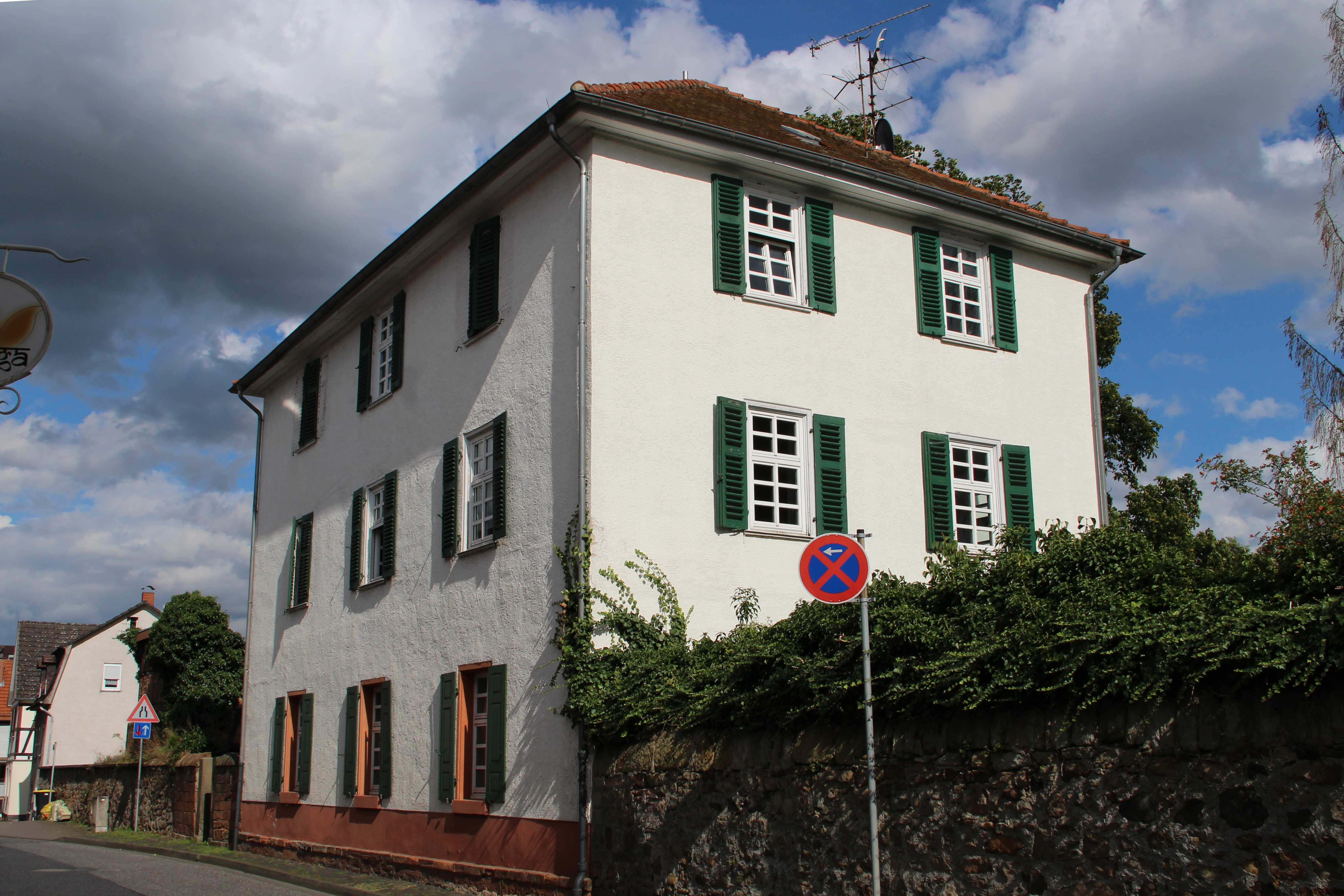
Das Amtshaus von Burg Treis

Sitz des Gerichtes war das 1801/02 errichtete Amtshaus. Nach der Aufhebung des Gerichtes wurde es als Forstamt genutzt.

## Richter
Folgende Richter wirkten am Gericht:
a) Assistenzamt des Justizamtes Fronhausen
- Amtsassistent (Amtsassessor) Georg Wilhelm Kulenkampf (1821–1826)
- Amtsassistent (Amtsassessor) Josef Wurzer (1826–1828)
- Amtsassistent (Amtsassessor) Ferdinand Soldan (1828–1833)

b) Justizamt Treis a. d. Lumda
- Justizbeamter Georg Christian Stöber (1833–1838)
- Justizbeamter Adolph Merker (1838–1852)
- Justizbeamter Theodor Stöber (1852–1866)